# Lijst van spelers van Oldenzaal
Dit is een lijst van voetballers die minimaal één officiële wedstrijd hebben gespeeld in het eerste elftal van de Nederlandse voormalig betaaldvoetbalclub Oldenzaal.

## B
- Johan Beuvink
- Peet Blijenberg
- Gerrit Bolink

## E
- Jacob Edel
- Rien Ensing
- Henk Esschendal

## F
- Hans Fransen

## H
- Peter Hoomans
- Jannie Hulsink

## J
- Gerrit Jellema

## K
- Henk Kalsbeek
- Joop Kaptein
- Evert Karst
- Hennie Koopman
- Gerrit Kuiper

## L
- Gerrit de Leeuw

## N
- Henk Nieland

## O
- Tonnie Olde Punte
- Gerrit Oosting
- Willem Oude Alink

## P
- Ton Pierik
- Gerrit Plas
- Post

## R
- Henk Renssen

## S
- Bennie Schlichter
- Jan van Schooten
- Herman Schouwink
- Bennie van Stuivenberg
- Bennie Stuvenfolt

## T
- Nico van Triest

## V
- Toon Valks
- Jan Velthuis
- Eddy Vermeer

## W
- Karel Wigger
- Manie de Witte
- Chris Wonink